# Anais Máximos
Anais Máximos (em latim: Annales Maximi) é o mais antigo texto romano de história, que foi composto a partir dos arquivos registrados anualmente pelo pontífice máximo (pontifex maximus).
Os registros foram feitos desde o início do estado romano até o ano de 133 a.C., quando Públio Múcio Cévola era pontífice máximo. Segundo alguns historiadores, contestados por William Smith, a partir deste ano os anais foram substituídos pela Acta Diurna, um jornal publicado diariamente pelo governo romano.